# Bruchhausen
Bruchhausen là một xã thuộc huyện Neuwied, trong bang Rheinland-Pfalz, phía tây nước Đức. Xã Bruchhausen có diện tích 2,58 km², dân số thời điểm ngày 31 tháng 12 năm 2006 là 938 người.